# Lieugesåjjatjärnen
Lieugesåjjatjärnen är en sjö i Åre kommun i Jämtland och ingår i Indalsälvens huvudavrinningsområde. Sjön har en area på 0,327 kvadratkilometer och ligger 1 126,6 meter över havet. Lieugesåjjatjärnen ligger i Vålådalen Natura 2000-område.

## Delavrinningsområde
Lieugesåjjatjärnen ingår i det delavrinningsområde (699901-134022) som SMHI kallar för Utloppet av Lieugesåjjatjärnen. Medelhöjden är 1 174 meter över havet och ytan är 4,39 kvadratkilometer. Det finns inga avrinningsområden uppströms utan avrinningsområdet är högsta punkten. Vattendraget som avvattnar avrinningsområdet har biflödesordning 3, vilket innebär att vattnet flödar genom totalt 3 vattendrag innan det når havet efter 361 kilometer. Avrinningsområdet består mestadels av kalfjäll (93 procent). Avrinningsområdet har 0,33 kvadratkilometer vattenytor vilket ger det en sjöprocent på 7,4 procent.